# Fontaines D.C.
Fontaines D.C. es un grupo irlandés de post-punk procedente de Dublín. Está formada por Grian Chatten (voz), Carlos O'Connell (guitarra), Conor Curley (guitarra), Conor Deegan III (bajo) y Tom Coll (batería).
Después de conocerse mientras asistían a la escuela de música gracias a su interés común por la poesía, la banda comenzó a lanzar sencillos y tocar en vivo con regularidad, firmando con Partisan Records en 2018. El álbum debut de la banda, Dogrel, se publicó el 12 de abril de 2019; fue catalogado como Álbum del Año por el sitio web de Rough Trade y por los presentadores de BBC Radio 6 Music, y estuvo nominado tanto para el Premio Mercury como para el Premio Choice Music.
El segundo álbum de estudio de la banda, A Hero's Death, lanzado el 31 de julio de 2020, fue escrito y grabado en medio de la extensa gira de su álbum debut. Estuvo nominado a los Premios Grammy 2021 en la categoría de Mejor Álbum de Rock.
En abril de 2022 salió a la venta el tercer álbum Skinty Fia, cuyos singles previos fueron "Jackie Down the Line", "I Love You" y "Roman Holiday", convirtiéndose en el primer álbum número uno de la banda en listas británicas de discos, y con el que consiguió el Brit Award en la categoría de Best International Act.
El cuarto álbum de la banda Romance se publicó el 23 de agosto de 2024, habiendo sacado antes como adelantos los singles "Starsbuster", "Favourite", "Here's the Thing" y "In the Modern World".

## Discografía

#### Álbumes de estudio
- Dogrel (Partisan Records, 2019)
- A Hero's Death (Partisan Records, 2020)
- Skinty Fia (Partisan Records, 2022)
- Romance (XL Recordings, 2024)

Álbumes en vivo
- Fontaines D.C. Live at Kilmainham Gaol (Partisan Records, 2021)